# 기면증
기면증(영어: narcolepsy, 嗜眠症) 또는 기면병(嗜眠病)은 일상 생활 중 발작적으로 졸음에 빠져드는 신경계 수면장애이다.
한국 표준 질병 사인 분류에는 신경 계통의 질환-수면 장애(Sleep disorders)-발작성 수면 및 탈력 발작(Narcolepsy and cataplexy)으로 등록되어 있다.
2009년 5월, 보건복지부는 기면증을 희귀·난치성 질환으로 지정하였다.

## 정의
낮 시간 동안 졸림을 호소하는 질환 중 가장 대표적인 질환으로, 주간졸림증(Excessive daytime sleepiness, EDS) 및 일련의 특징적인 증상들로 대표되는데, 이에는 탈력발작(cataplexy), 수면마비(sleep paralysis), 입면 환각(hypnagogic hallucination), 야간수면장애(nocturnal sleep disturbance) 등이 있다.
탈력발작 증상의 유무에 따라 주간졸림증과 탈력발작이 함께 나타날 때는 1형 기면병, 주간졸림증만 나타날 때는 2형 기면병이라고 한다.
1형 기면병의 경우 하이포크레틴 결함이 병인으로 설명되고 있으며, HLA-DR2, DQB1*06:02가 기면병 유전자로 알려져있다.
연구를 종합해볼 때 탈력발작이 있는 기면병은 관해가 되는 경우가 거의 없는 만성질환으로 생각된다. 주간졸림과 탈력발작은 중추신경자극제와 항우울제를 통해 조절할 수 있지만 투약 없이 증상의 호전을 기대하기는 어렵다. 반면 탈력발작이 없는 기면병의 경우 연구마다 차이는 있지만 진단을 받고 나서 5년이 지난 후에 약 1/3 정도에서 증상이 호전되어 투약 없이 주간졸림을 견딜 수 있다는 연구 결과들이 보고되고 있다. 진단 5년 후 약 1/3에서 관해를 보인다는 임상 경과는 특발성 수면과다증의 병의 경과와 유사한 것이다.
이에 자가면역체계 이상과 하이포크레틴 부족 같은 병태생리가 탈력발작이 있는 기면병에서는 관찰되고, 탈력발작이 없는 기면병과 특발성 수면과다증에서는 관찰되지 않는다는 특성을 함께 고려할 때 탈력발작이 없는 기면병(2형 기면병)의 경우 기면병(1형 기면병)보다는 특발성 과다수면과 유사한 질환으로 생각되고 있다.

## 임상양상
졸음과 무기력감을 함께 느끼게 되며, 선잠이 들어 환각에 빠지게 된다. 밤에 충분히 잔다고 해도 낮에 이유 없이 졸리다. 발작적인 수면 후에 깨어나고 잠이 덜 오는 것을 느끼지만 얼마 후 다시 졸음이 온다.
기면증의 졸음 정도는 사람에 따라 다양하다. 걸어가다가 잠이 드는 정도의 심한 졸음은 매우 극단적인 경우이며 기면증 환자에서도 이런 경우를 찾기는 힘들다. 환자 상당수가 졸음 증상에 어느 정도 적응이 되어 있으므로, 졸음이 겉으로 드러나지 않는 경우도 많다. 학업 중 집중력 저하, 약한 정도의 졸음 정도만 나타나는 경우도 있다. 웃거나 화를 낼 때, 갑자기 렘수면상태로 빠져 들면서 신체근육의 힘이 빠지는 현상을 탈력발작(Cataplexy)이라고 한다.
유사한 것으로 일상 중 참을 수 없는 수면이 오는 수면발작(Sleep attack)이 있는데, 이는 다른 과다수면과 기타 주간 졸음증(Daytime sleepiness) 등에서도 보인다.
잠이 들거나 깨려고 할 때 정신은 깨어 있으나 전신근육이 마비되어 움직일 수 없는 상태를 수면마비(가위눌림)라고 한다. 수면마비는 정상인에서도 나타날 수 있으나 기면증에서 좀 더 흔하다. 자동행동증세와 악몽, 우울증 등이 동반되기도 한다.

## 진단
증상이 발견되면 야간에 실시하는 수면 다원 검사(PSG)와 주간에 실시하는 다중 수면 잠복기 검사(MSLT)를 이용해 진단한다.